# Régine Pernoud
Régine Pernoud (ur. 17 czerwca 1909 w Château-Chinon, zm. 22 kwietnia 1998 w Paryżu) – francuska mediewistka.

## Życiorys
Absolwentka paryskiej École nationale des chartes. Pracowała jako kustosz w Archives Nationales w Paryżu.

## Wybrane publikacje
- Histoire du peuple français, t. 1: Des origines au Moyen âge (1. siècle avant J.-C.-1380), Paris: Nouvelle librairie de France, 1964.
- Richard Cœur de Lion, Paris: Fayard, 1988.
- (współautor: Marie-Véronique Clin), Jeanne d'Arc, Paris: Fayard, 1994.
- J'ai nom Jeanne la Pucelle, coll. Découvertes Gallimard (nº 198), Paris: Gallimard, 1994.
- Les Templiers. Chevaliers du Christ, coll. Découvertes Gallimard (nº 260), Paris: Gallimard, 1995.
- La libération d'Orléans: 8 mai 1429, Paris: le Grand livre du mois 1998.

## Przekłady na język polski
- Alienor z Akwitanii, przeł. Eligia Bąkowska, Warszawa: Państwowy Instytut Wydawniczy 1980 (wyd. 2 1997).
- Heloiza i Abelard, przeł. Eligia Bąkowska, Warszawa: Państwowy Instytut Wydawniczy 1982 (wyd. 2 Warszawa: Państwowy Instytut Wydawniczy 1992; wyd. 3 Katowice: Wydawnictwo "Książnica" 2007).
- Kobieta w czasach wypraw krzyżowych, przeł. Iwona Badowska, Gdańsk: "Marabut" 1995 (wyd. 2 Gdańsk: "Atext" - "Marabut" 1996; wyd. 3 Gdańsk: "Marabut" 2002).
- Kobieta w czasach katedr, przeł. Iwona Badowska, Warszawa: Państwowy Instytut Wydawniczy 1990 (wyd. 2	Poznań - Katowice: Wydawnictwo "Książnica" Oddział Publicat 2009).
- Królowa Blanka, przeł. Eligia Bąkowska, Warszawa: Państwowy Instytut Wydawniczy 1989.
- Ryszard Lwie Serce, przeł. Zofia Cesul, Warszawa: Państwowy Instytut Wydawniczy 1994, seria Biografie Sławnych Ludzi.
- Inaczej o średniowieczu, przeł. Krystyna Husarska, Gdańsk: "Marabut" - Warszawa: "Volumen" 2002.
- Templariusze, przeł. Iwona Badowska, Gdańsk: "Marabut" 1995 (wyd. 2 1996; wyd. 3 2002).
- Blask średniowiecza, przeł. Piotr Tylus, "Andegavenum" 2022[1].